# São Paulo (Lospalos)

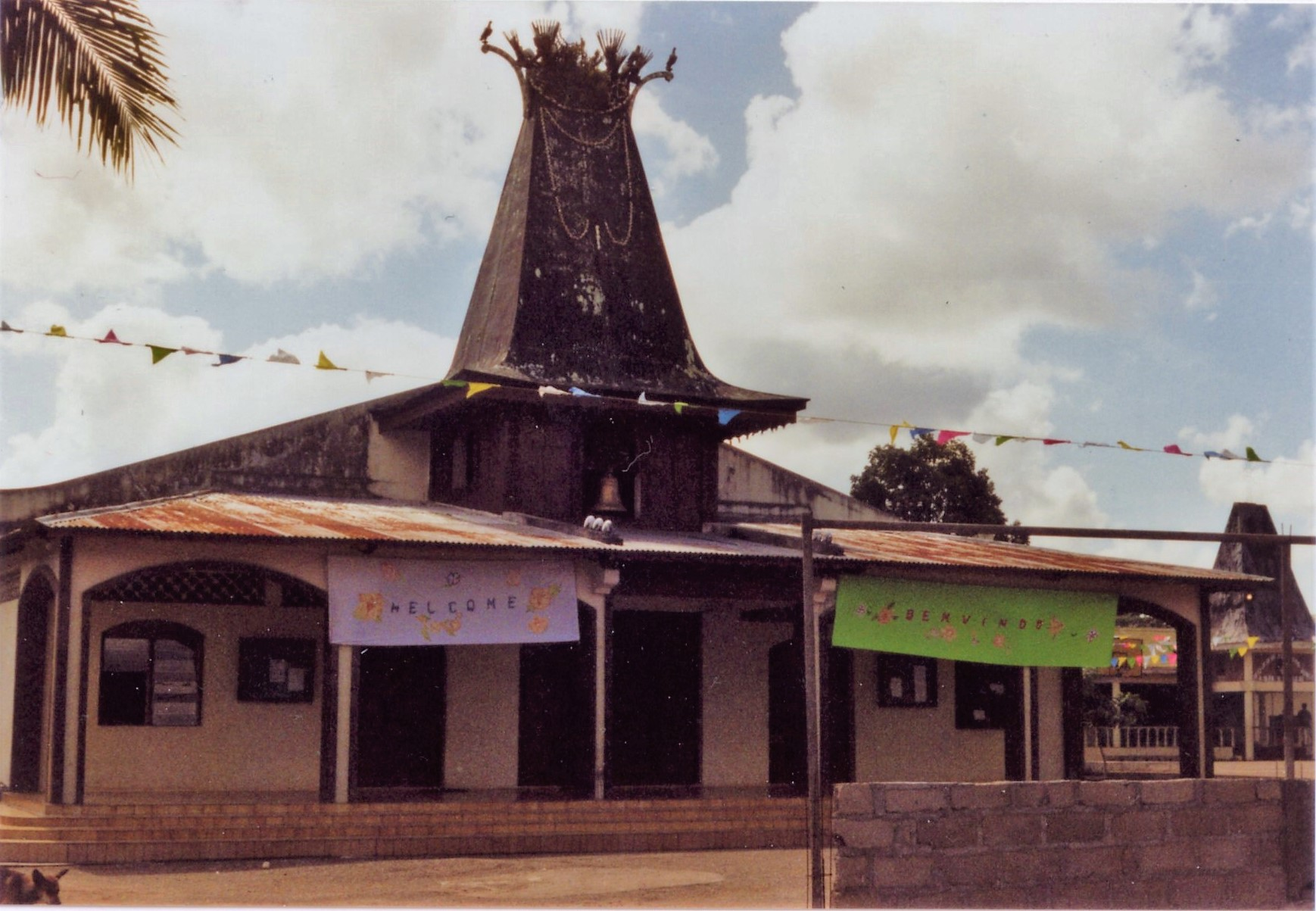
São Paulo (2002)

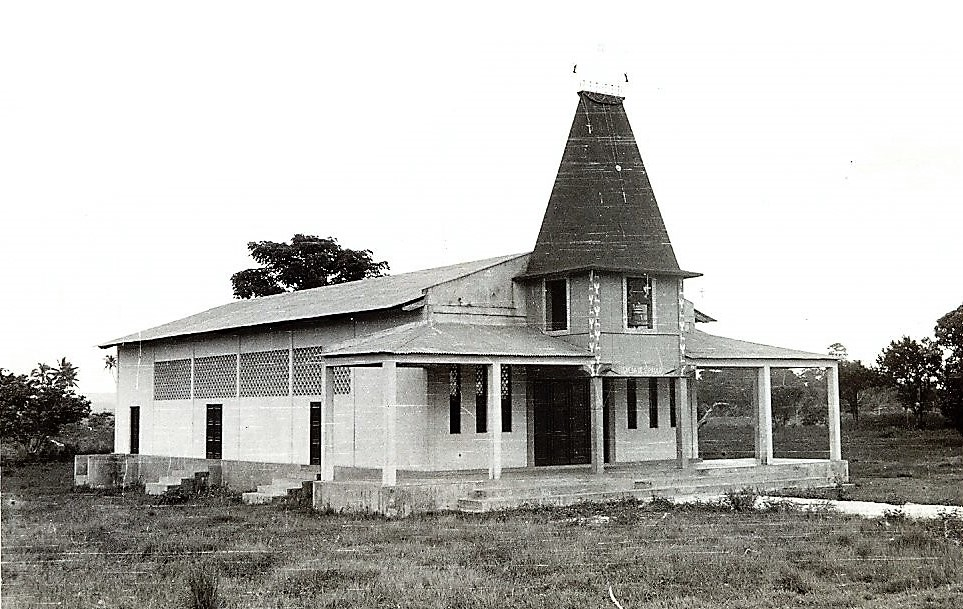
São Paulo (1969)

São Paulo ist die römisch-katholische Kirche von Lospalos (Suco Fuiloro), der Hauptstadt der osttimoresischen Gemeinde Lautém, steht unter dem Patrozinium des heiligen Paulus (São Paulo). 
São Paulo wurde 1968 nach zwei Jahren Bauzeit von Dilis Bischof José Joaquim Ribeiro  in Anwesenheit von Sulamá Dom, dem Bischof von Atambua (Westtimor) geweiht. 1987 wurde die Kirche erweitert. Heute gehört Lospalos zum Bistum Baucau.
Über dem Eingang des einstöckigen Gebäudes steht der Glockenturm. Er hat die steile Form des Daches eines Lee-teinu, eines traditionellen heiligen Hauses, das heute ein Nationalsymbol Osttimors geworden ist. Das gesamte Dach besteht aus Wellblech. Der Innenraum ist in Weiß gehalten, ohne größeren Schmuck und mit einfachen Holzbänken. Hinter der eigentlichen Kirche stehen weitere Gebäude, die zur katholischen Gemeinde gehören.